# Ekaterina Gordeeva
Pour les articles homonymes, voir Gordeïeva.

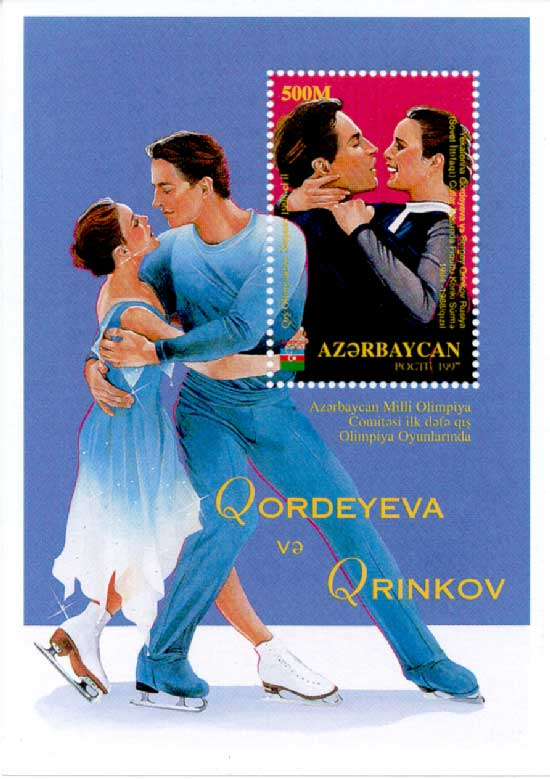
Ekaterina Gordeeva et Sergueï Grinkov.

Ekaterina Gordeeva (en russe : Екатерина Александровна Гордеева, Iekaterina Aleksandrovna Gordeïeva), née le 28 mai 1971 à Moscou, est une patineuse artistique russe.
Elle a remporté, avec son partenaire Sergueï Grinkov, avec lequel elle s'est mariée en 1991, deux titres de champions olympiques et quatre titres de champions du monde en patinage artistique pour couples.
Sergei est décédé le 20 novembre 1995 à Lake Placid, New York, victime d'une crise cardiaque pendant un entraînement. Ekaterina Gordeeva a écrit un livre qui lui est consacré, My Sergei: a Love Story. Ce témoignage a inspiré le téléfilm My Sergeï tourné par Robert Dustin (en) en 1998.
Ekaterina Gordeeva a poursuivi ensuite sa carrière professionnelle, participant à de nombreux spectacles sur glace. Elle a épousé le patineur Ilia Kulik, le 10 juin 2002 à San Francisco.

## Biographie

### Carrière amateur
Ekaterina Aleksandrovna Gordeeva naît le 28 mai 1971, à Moscou.
Elle commence à faire du patinage artistique à l'âge de quatre ans, quand elle intègre l'école de sport du CSKA Moscou. En 1981, à l'âge de 10 ans, elle fait équipe, dans la discipline de patinage en couple, avec Sergueï Grinkov, qui est alors âgé de quatorze ans. Ils sont entraînés par Vladimir Zaharov et ont, à partir de 1982, Marina Zueva comme principale chorégraphe.
En 1984, ils gagnent le championnat du monde junior à Colorado Springs aux États-Unis. Ils ont pour entraîneur Alexander Zhuk. En 1986, Gordeeva et Grinkov remportent leur premier titre mondial de niveau senior. Ils choisissent alors Stanislav Leonovitch comme entraîneur. Celui-ci va les accompagner jusqu'en 1990. En 1987, ils conservent le titre mondial. Le couple décroche dans la foulée l'or aux Jeux olympiques de Calgary en 1988. Aux championnats du monde de 1988 de Budapest, une chute pendant le programme long leur coûte le titre mondial et ils terminent deuxièmes. En 1989, à Paris, et en 1990, à Halifax, ils gagnent leurs troisième et quatrième titres de champions du monde.

### Mariage et carrière professionnelle
Leur partenariat sur la glace s'est transformé en romance pendant l'année 1989. Sergueï et Ekaterina se marient en avril 1990. Ils décident de passer professionnels à l'automne 1990 et gagnent le titre de champion du mondial professionnel à trois reprises, en 1991, 1992 et 1994. Ils participent également, à l'automne 1991 et pendant l'hiver 1992, à la tournée Stars On Ice aux États-Unis et au Canada. Ekaterina donne naissance à une petite fille, Daria Sergueïevna Grinkova, le 11 septembre 1992. Peu de temps après la naissance de Daria, le couple retourne à l'entraînement pour la nouvelle saison de Stars On Ice.

### Retour chez les amateurs en 1994
À cette époque, un nouveau règlement de l'ISU permet aux professionnels de réintégrer les rangs amateurs. Sergueï et Ekaterina décident de revenir à leur statut d'amateurs pour pouvoir participer aux Jeux olympiques d'hiver de 1994. Ils patinent leur programme libre sur la Sonate au Clair de Lune de Beethoven. Ils remportent un nouveau titre européen, suivi d'une deuxième médaille d'or olympique, aux Jeux de Lillehammer, devant leurs compatriotes Natalia Mishkutenok et Artur Dmitriev. Peu de temps après les Jeux, ils retournent dans les rangs professionnels et participent à nouveau à la tournée Stars On Ice.

### Décès de Sergueï Grinkov

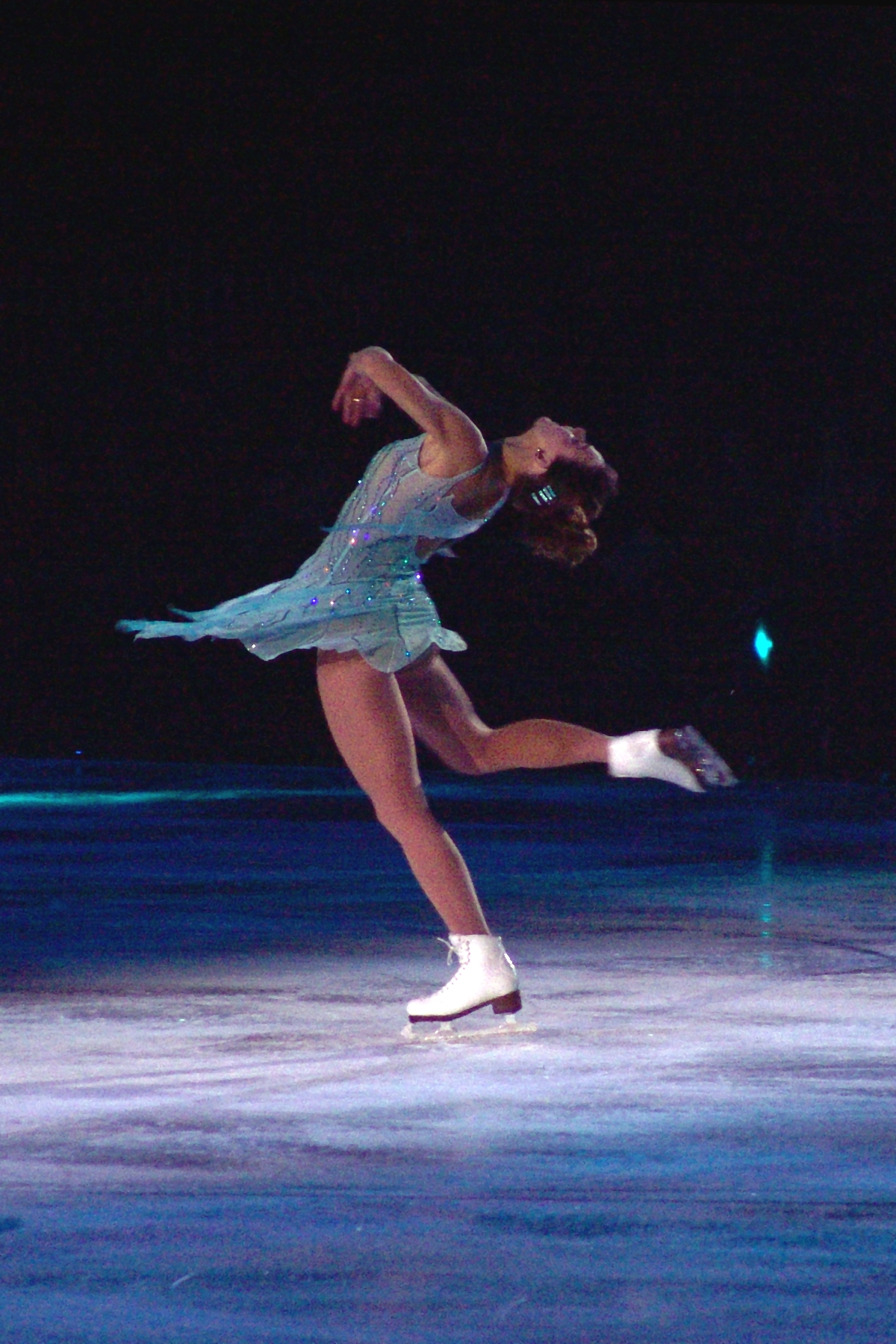
Ekaterina Gordeeva en 2007.

Le 20 novembre 1995, la tragédie frappe le couple Gordeïeva/Grinkov. Le couple s'entraîne en vue de la tournée Stars On Ice qui doit débuter à Lake Placid dans l'État de New York lorsque Sergueï s'effondre sur la glace et meurt d'une crise cardiaque,.
Ekaterina décide alors de patiner seule. En février 1996, Ekaterina et plusieurs autres patineurs organisent un spectacle Celebration of a Life où ils rendent hommage à Sergueï. Ekatarina y réalise, seule sur la glace, une interprétation poignante ; sa gestuelle et les figures réalisées évoquent avec une intense émotion la présence de Sergeï à ses côtés. Ce spectacle est télédiffusé quelques semaines plus tard. Ekaterina a également écrit un livre, My Sergei: a Love Story, relatant son histoire avec Sergueï. Ce livre a inspiré le téléfilm My Sergeï tourné par Robert Dustin (en) en 1998. Elle participe par la suite à plusieurs spectacles, compétitions professionnelles et à la tournée Stars On Ice.
Quelques années plus tard, elle retrouve l'amour en la personne du champion olympique de Nagano Ilia Kulik. Ils sont parents d'une fille, Elizaveta, née le 15 juin 2001. Ekaterina et Ilia se sont mariés le 10 juin 2002 à San Francisco. Le couple a divorcé en 2016. En 2021, elle épouse le champion olympique canadien David Pelletier.

## Entraîneurs et chorégraphe
- Entraîneurs : Vladimir Zaharov à partir de 1981, Alexander Zhuk de 1985 à 1986, Stanislav Leonovitch de 1986 à 1990, Tatiana Tarasova de 1990 à 1991, Vladimir Zaharov de 1993 à 1994[8].
- Principale chorégraphe : Marina Zueva[3].

## Palmarès
| Compétitions principales            | 1984    | 1985    | 1986    | 1987    | 1988    | 1989    | 1990    | ... | 1994    |  |  |  |  |  |
| Jeux olympiques d'hiver             |         |         |         |         | 1re     |         |         |     | 1re     |  |  |  |  |  |
| Championnats du monde               |         |         | 1re     | 1re     | 2e      | 1re     | 1re     |     |         |  |  |  |  |  |
| Championnats d’Europe               |         |         | 2e      | A       | 1re     | F       | 1re     |     | 1re     |  |  |  |  |  |
| Championnats d'Union soviétique     |         |         | 2e      | 1re     | F       | F       | F       |     |         |  |  |  |  |  |
| Championnats de Russie              |         |         |         |         |         |         |         |     | 1re     |  |  |  |  |  |
| Championnats du monde juniors       | 5e      | 1re     |         |         |         |         |         |     |         |  |  |  |  |  |
|                                     |         |         |         |         |         |         |         |     |         |  |  |  |  |  |
| Autres compétitions                 | 1983/84 | 1984/85 | 1985/86 | 1986/87 | 1987/88 | 1988/89 | 1989/90 | ... | 1993/94 |  |  |  |  |  |
| Skate Canada                        |         |         | 1re     | 2e      |         |         |         |     | 1re     |  |  |  |  |  |
| Moscou Skate                        |         |         | 4e      |         | 1re     |         |         |     |         |  |  |  |  |  |
| Trophée NHK                         |         |         |         |         |         |         | 1re     |     |         |  |  |  |  |  |
| Légende : F = Forfait ; A = Abandon |         |         |         |         |         |         |         |     |         |  |  |  |  |  |